# Chronologie de l'histoire sérère
Il s'agit d'une chronologie de l'histoire et du développement de la culture du peuple sérère, sur les territoires du Sénégal, de la Gambie et de la Mauritanie. L'histoire du peuple sérère remonte à des milliers d'années. Cette chronologie donne simplement un aperçu de leur histoire, composée à l’aide de datations calibrées issues des découvertes archéologiques dans les pays sérère, liées à la religion sérère, la politique sérère ou la royauté sérère. Ces dates sont donnés en fonction de l'ère chrétienne, pas le calendrier sérère. Pour un fond de ces événements, voir la religion sérère, histoire ancienne des Sérères, lamane, états dirigés par les anciens lamanes sérères, histoire des Sérères du Moyen Âge à nos jours et sérères.

## Préhistoire
- c. 5 à 2,5 million av. J.-C. : La preuve d'une ascendance commune humaine qui proviennent de l'Afrique, d'une espèce humaine comme en Afrique de l'Est[2].
- c. * - 200 000 av. J.-C. : Premiers vrais êtres humains en Afrique (homo sapiens). Les chasseurs-cueilleurs, les groupes nomades à travers l'Afrique[2],[3],[4].
- Certains des ancêtres des Sérères installés dans la côte de l'Atlantique de la Région de Sénégambie, y compris Guinée et ailleurs. Là, ils trouvent un groupe primitif, le « paléo-negrotiques[5]».
  - Sénégal et la Gambie a servi de base commune pour la plupart des proto-Sérères[6].
    - 1000e siècle av. J.-C. : des armes en silex datant d'environ 100 000 ans découverts dans les pays sérère, y compris plusieurs Thiemassas anciens (ou Tiémassass, une partie de l'actuelle Sénégal)[7],[8],[9].
- Le Tekrurien période représente la Préhistoire des peuples sérères. Les Sénégalais, Namandiru et Waalo période, inaugure l'histoire sérère[10].

## «Middle Stone Age»
La culture Sérère ancienne d'enterrer sa mort accompagnée d'objets funéraires, le totémisme, le symbolisme comme le serpent (symbole de la Pangool dans la religion sérère, saints sérères anciens et les esprits des ancêtres), etc., n'est pas unique aux Sérères, mais peut suggère l'existence de la religion sérère, ou sérère et africaine comportement religieux au moins pendant l' ère Paléolithique moyen ou « Middle Stone Age » (environ 300 000 à 30 000 av. J.-C.) si elle n'est pas beaucoup plus tôt,. Selon des chercheurs comme Narr et McMahon, bien que le comportement religieux peut avoir eu lieu au cours de cette période, il a fallu attendre l'ère suivante (Paléolithique supérieur, correspondant grosso modo à la « Later Stone Age ») qu'il y avait des preuves incontestées des signes de comportement religieux ou le développement religieux,. Toutefois, une partie de la première preuve de symbolisme religieux est attribué à la « Middle Stone Age » en Afrique. L'un d'eux étant le site historique de Thiemassas et les Sérères représentations religieuses en particulier sur le Tassili n'Ajjer avec le symbole de la Pangool (en).

## «Later Stone Age»
- Culture Tiemassassien : Le site de Thiemassass dans le sud de Mbour a révélé plusieurs objets anciens.
  - Les civilisations des Tiemassassiens (variation : Thiemassassians) est appelé la culture Tiemassassien ou l'industrie, nommée d'après d'anciennes Thiès. Descamps est en faveur d’une culture de type néolithique, il y a 10 000 ans[15], tandis que Dagan propose une culture Paléolithique supérieur, il y a 40 000 ans environ (ce qui correspond grosso modo à la  « Later Stone Age », la méthode de la périodisation de l'archéologie africaine de l'époque)[16]. Les travaux de Khady Niang inscrivent le site à la fin du Pléistocène[17] entre 62 000 ans et 25 000 ans avant le présent. L'UNESCO a classé comme faisant partie de la culture Mousteroid (correspondant grosso modo à la Paléolithique moyen)[18],[19].

- Dans cette période, les proto-Sérères de Tekrour étaient des chasseurs et des pêcheurs[20]. Ils chassaient avec des arcs et des flèches[20]. Les flèches étaient du type microlithique[20].

## Néolithique

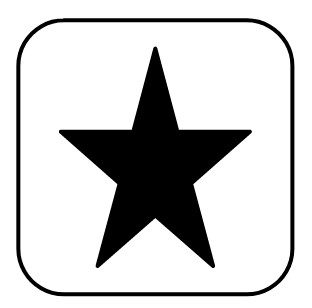
Yoonir, symbole de l'Univers,.

- Histoire ancienne des Sérères est en partie constituée de l'ère néolithique et la ainsi nommée révolution néolithique[1], mais également affectée par l'assèchement de la Sahara dans le IIIe millénaire avant notre ère, que la population habitant Sérères il s'est déplacé vers le sud[23]. Bien que l'on appelle révolution néolithique ne pas toucher certaines parties de l'Afrique subsaharienne[24], cette époque marque le développement de la religion sérère, la culture sérère, sciences et la civilisation sérère[25],[26].

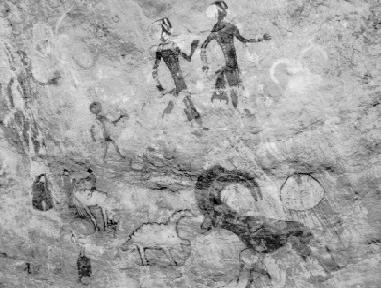
L'art néolithique de la Tassili n'Ajjer, Sahara.

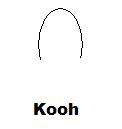
Symbole de Kooh.

- Certains Sérères étaient l'un des naitives originaux qui vivent dans l'Adrar (partie de l'actuelle Mauritanie). Ils étaient les habitants de la Sahara occidental et ont été très réglée au cours de l'ère néolithique[27]
- 10000 av. J.-C. : Gravures rupestres de la Pangool sérère (sérère saints anciens et des esprits ancestraux dans la religion sérère) représenté sur le Tassili n'Ajjer. Ce fut probablement un lieu de prière parmi les Sérères anciens[1]. Les gravures sérère représente la vie quotidienne et les préoccupations de ces anciens Sérères. Ils illustrent également les concepts religieux, la magie et de l'incarnation (pas l'incarnation de Rog, la divinité suprême dans la religion sérère, mais l'incarnation de l'Pangool[28]), concepts qui sont encore très répandu chez leurs descendants qui adhèrent à la religion sérère[10],[29].
  - Lié à la Pangool depuis les temps anciens selon la religion sérère et la coutume sérère, il est probable que la classe lamanique sauta en place à cette époque, peut-être plus tôt. Ils ont créé des sanctuaires en l'honneur du Pangool et est devenu gardien de la religion sérère. Ils sont également devenus l'aristocratie terrienne et les chefs locaux parmi le peuple sérère. Périodisation sérère commence par les sérères lamanes anciens. Dans cette période, bon nombre des lois sérères ont été créés, tels que le kucarla (la loi sur l'héritage paternel), ƭeen yaay (loi sur l'héritage maternel), les Sérères droit foncier comme le « yal naay » (« le maître du feu »)[30], l'« bakh » (« droit de couper[31] ») et le « bakh yal » (« maître de la coupe[32] »), etc[33]. Bien qu'ils aient existé dans la première partie de cette période, il est probable que la société sérère n'était pas très stratifié, mais peut-être égalitaire que certains des sous-groupes de la race sérère, comme certains de ceux qui parlent les langues cangin, qui sont ethniquement Sérères, mais ne parlent pas la langue sérère, pas plus qu'ils ne parlent une dialecte de celui-ci. Toutefois, le Lamane était très respecté dans les pays de ces Sérères égalitaires qui était considéré une figure de proue dans leurs sociétés. En tant que tel, si la classe lamaniquee existait dans la première partie de cette époque, ils ont probablement concentré la plupart de leurs efforts sur leur rôle religieux que leur rôle économique, jusqu'à ce que la partie postérieure de l'ère néolithique, l'époque qui montre des preuves d'une structure très complexe social[34]. Cela n'exclut pas le fait que la société sérère et lois n'étaient pas complexes, que cette ère marquée de leur développement. Le simple fait que quelques strates très complexes sociaux n'existaient pas dans certaines sociétés ne signifie pas qu'il n'existait pas en la société sérère. Certains « tribemen » étaient très bien organisés et ont formé des structures sociales complexes[34].
  - Canonisation et la vénération de certaine Pangool (singulier : fangool), déterminé par la classe lamanique (le gardien de la religion sérère, les lois sérères et les éthiques sérères. Ils étaient les prêtres de pluie, etc.[35])[1].
  - Les Saltigués aider les lamanes, sont devenus les « prêtres de pluie héréditaires » formant la classe des prêtres[36]. Leur rôle n'est pas politique mais religieux et pour l'amélioration de la terre et son peuple[37]. Il est probable que la famille Sène (variantes : Sene ou Sain) ont été parmi les premiers à prendre cette vocation religieuse, et c'est probablement à cette époque ou juste après, il est devenu habituel de se référer à la divinité suprême du peuple sérère (Rog) comme Rog Sene (var: Roog Sène), en ce qui concerne la famille Sène qui avait dominé cette position pendant une longue partie de histoire ancienne des Sérères et histoire médiévale. À présent, il n'existe pas de consensus sur cette question parmi les chercheurs sur la religion sérère et l'histoire. Selon la tradition orale sérère, surtout parmi les peuples cangins, qui sont considérées comme la plus ancienne du groupe ethnique sérère, la divinité suprême a été appelée Kooh[38], un nom dont ils sont encore utilisés de façon interchangeable avec Rog (voir : peuple None). Les peuples Saafi en particulier sont considérés comme parmi les plus anciens du groupe Sérère (voir aussi: l'histoire du peuple Palor).
  - Cosmologie sérère parmi la classe des prêtres (les prêtres de pluie) avec un vif intérêt dans l'étoile de Sirius appelé Yoonir dans la langue sérère, entre autres. L'étoile de Yoonir est le symbole de l'Univers dans la cosmologie sérère[22]. En médecine sérère et symbolisme, comme dans les pictogrammes Raampa  (utilisé par les Sérère-Saafi et les Sérère-Sine parmi autres groupes sérère), il aussi signifier « l'étoile qui guérit » (« o xoor paÿ »). D'un religieux et nationaliste point de vue, il est le symbole du peuple Sérère-Sine (également appelé Seex ou Sine-Sine, les habitants du Sine)[39],[40].
  - Les symboles sérères (par exemple Raampa) sein de la classe prêtres, les repères tracés sur le sol, sur le géant asclépiade (calotropis procera), ardoises en bois, comprimés de roche, etc., avant leur codification tard et l'accumulation de plusieurs pictogrammes autres par la classe prêtres[39].
  - Le principe de Jom Sérères - une « jurisprudence » de valeurs et de croyances qui régissent la vie sérères qui englobe les valeurs économiques, politiques, sociaux et personnels[41],[42].
    - c. Il y a 5 000 ans : la domestication de l'igname[43].
    - c. 2000 av. J.-C. : La domestication des animaux, le millet et le sorgho est devenu une partie intégrante de la culture sérère, ainsi que l'utilisation de plantes sauvages[43],[44]. Avec l'avènement de l'agriculture, des offrandes aux divinités et aux ancêtres sérères en conformité avec les doctrines religieuses sérères, tels que la cérémonie Daqaar Mboob probablement développé autour de ce temps pour apaiser les divinités et les ancêtres, et de veiller à la bonne récolte[45].

## Période chalcolithique
- Pour les deux mille dernières années, les Sérères dominé le fleuve Sénégal et le fleuve Gambie à l'ouest, et s'étend tout le chemin à Kaabu, Khasso et empiétant sur le territoire mandingue. Avant de deux mille ans, la terre qu'ils habitaient était très vaste, et s'étend du fleuve Sénégal au Nil, y compris des parties du Sahara, Tekrour et le Tassili n'Ajjer[46]. Cela peut expliquer pourquoi les gens sérères voir la Région de Sénégambie entier comme leur maison[47].
- XXe siècle av. J.-C. : Outils de l'âge de pierre - datant d'environ 2000 av. J.-C. découverts dans les dunes de Cape Point et Fajara (aujourd'hui Gambie)[7].
- IVe siècle av. J.-C. : Apparence d'amas de coquillages dans les pays sérères en particulier dans la côte, dans certaines régions du nord, au Sénégal central. Selon les archéologues, les villageois sérères anciens qui ont fait ces tumuli trouvés dans leurs fouilles est de la poterie de style sérère, et révèle les pratiques religieuses et de la nourriture parmi ces peuples anciens[48].

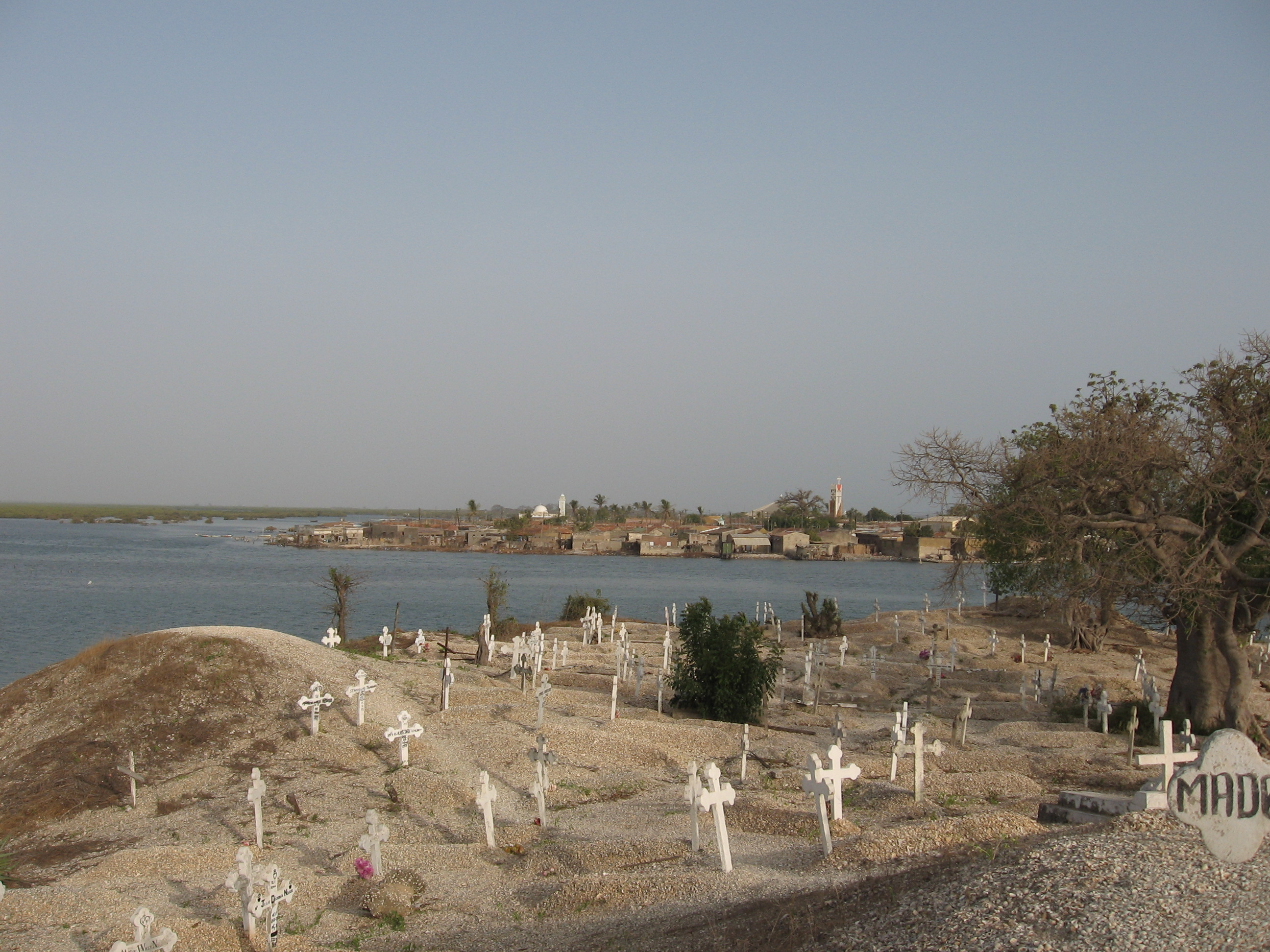
Amas coquillier dans le cimetière de Fadiouth (qui fait maintenant partie du Sénégal indépendant).

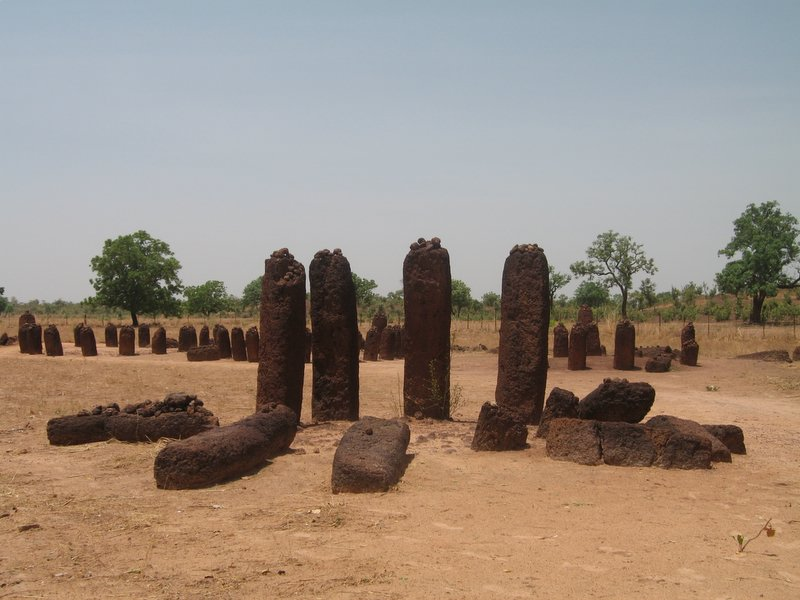
Cercles mégalithiques de Sénégambie, les pierres de Wassu (qui fait maintenant partie de la Gambie indépendante).

- c. IIIe siècle av. J.-C. : Apparition de mégalithes dans le Haut-Saloum et de la Haute-Gambie (partie de l'actuelle Gambie). Certains des cercles mégalithiques de Sénégambie ont plus tard été construits au-dessus des tombes anciennes. Certaines de ces pierres sont très anciens et de latérite, d'autres sont médiévale[1],[48],[49],[50]. La momification de la mort et le culte de la pierre dressée dans la religion sérère était très commun. Les pierres étaient des lieux sacrés de culte et de vénération (la vénération des Sérères notables qui y sont enfouis, comme les rois, les prêtres, prêtresses, etc.)

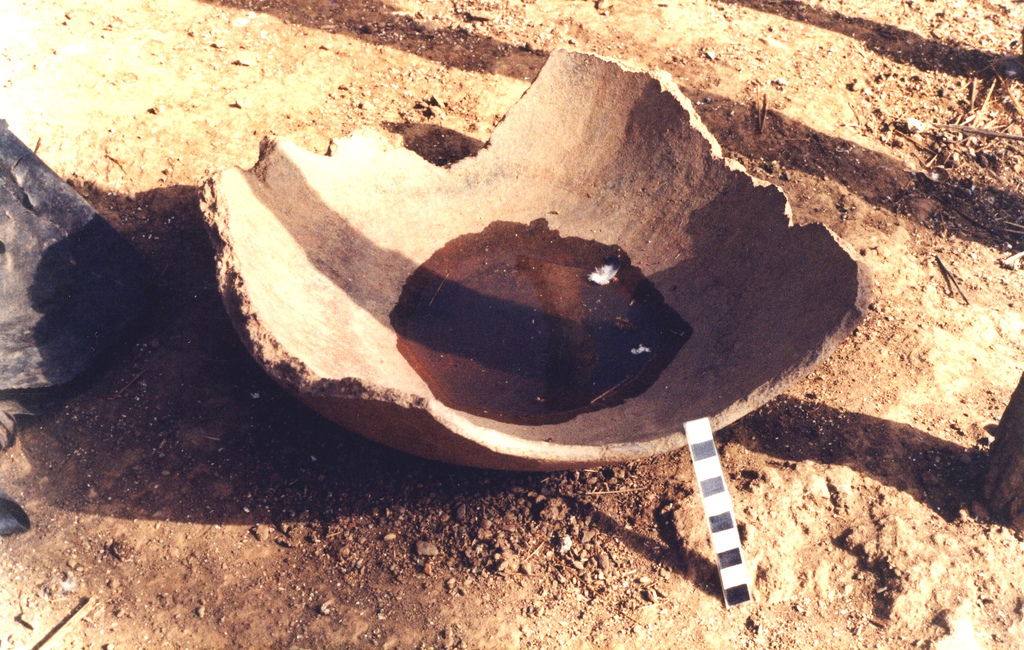
Découverte de la poterie dans un site archéologique dans le pays sérère (aujourd'hui Sénégal).

- c. Ier siècle av. J.-C. : Les Sérères de Tekrour se sont réunis et ont formé l'État-nation de Tekrour. Ils sont devenus gardiens de la religion sérère et gouverné de l'état de nouveau sous le titre lamane, le titre des rois Sérères anciens et propriétaires terriens, liée à la religion sérère à travers le Pangool. Ils ont aussi construit la civilisation là-bas et avancé la culture sérère[49],[51],[52]. Cette époque a coïncidé avec un peu de la migration de certains sérères des indigènes de la Mauritanie et le Sahara occidental, et les immigrés berbères nomades migrent d'Afrique du Nord à Mauritanie. Les anciennes tribus noires comme les Sérères de la Mauritanie, le Gangara de la Mauritanie, les Bafours, etc, ont probablement été vaincus dans la bataille qui a dirigé leur migration. Les civilisations qu'ils ont construites en Mauritanie ont été abandonnés tout comme la domestication des animaux et de mil, une tradition encore pratiquée par les peuples sérères. Le Gangara (maintenant connu sous le nom soninké Wangara ou Wangara) sont les ancêtres du peuple soninké qui fonda plus tard l'Empire du Ghana (bon: Empire du Wagadou). Les Sérères sont encore les Sérères de la Région du Sénégambie qui plus tard fondèrent le Royaume du Sine, le Saloum et le Baol, etc Ils sont les descendants des Wolofs. Les Bafours n'a pas survécu. Les gens qui prétendent être descendus d'eux ne sont que des vestiges des anciennes Bafours[53]. Ces Berbères ne doit pas être confondue avec les migrants berbères médiévaux du nord à la Mauritanie. La migration berbère aujourd'hui la Mauritanie est long et progressif. Le mouvement almoravide au XIe siècle peut-être achevé la dernière phase de leur migration vers le sud[51],[54]. Que sont devenus connu sous le nom de l'Adrar de Mauritanie a été la demeure ancestrale de nombreux proto-Sérères de Mauritanie. Les Berbères étaient des migrants[27],[55].

## Antiquité classique
- Ier siècle : Apparition de céramiques dans la vallée du fleuve Sénégal
- IIIe siècle : Apparition de tumulus à l’intérieur et de métallurgie du fer dans la moyenne vallée du Sénégal et dans l’est.

## Époque médiévale (L'âge d'or de l'Afrique occidentale)
Termes de périodisation historiques tels que l'ère médiévale, âge sombre, etc., survenus en Europe (en particulier l'Europe occidentale), et non pas en Afrique. Afrique de l'Ouest à cette époque (« l'âge d'or de l'Afrique de l'Ouest ») a été l'établissement de nouveaux empires et commerciaux avec le monde connu. L'Empire romain s'est effondré durant la première moitié de cette époque où l'expression « âge sombre »,. Cette époque (médiévale) est seulement utilisé ici pour la compréhensibilité.

### VIIIesiècle
- c. 750 apr. J.-C. : La famille Diouf a dirigé le Royaume de Baol avec autres dynasties sérère paternels et le Wagadou dynastie maternelle (« Bagadou » en sérère), probablement depuis 350 apr. J.-C., au moment de Kaya Magan Cissé (roi Kaya ou Maad Kaya en sérère[58]) le fondateur originaire de Royaume du Wagadou, plus tard l'Empire du Ghana (propre : Empire du Wagadou[59]), régnait : c. 350 apr. J.-C.[60]. Si l'on en croit Maurice Delafosse, le nom « Kaya Magan » (de nombreuses variantes : Kaya Maghan) signifie « roi de l'or » en Wa'kore (langue Soninké)[61]. Delafosse travail ainsi que certains de ses travaux d'érudition sur l'Empire du Mali a été contestée et réfutée[62]. Selon Charles Monteil, le nom « Kaya » signifie « d’abord chasseur[63] » ou « grand chasseur[64] ». Dinga Cissé (descendant de Maad Kaya) et ses partisans étaient des chasseurs à la fois dans la tradition orale Sérère et le Soninké. Les descendants de Dinga fondé l'empire du Ghana (voir : Soninkés). Le règne de la famille Diouf et autres dynasties sérère paternels ont duré jusqu'au début du XVIe siècle, jusqu'à ce que les dynasties sérère paternels soient remplacées par le Fall (var : Faal) dynastie paternelle à la suite de la bataille de Danki (1549), contre le roi du Djolof[65]. Le Wagadou ou Bagadou étaient princesses royales de ce qui plus tard est devenu connu comme l'empire du Ghana, qui a épousé dans la noblesse sérère. Leur clan maternel a été appelé Wagadou (variation : Wagadu) ou Bagadou (en sérère)[66],[67].

### IXesiècle
- 800 apr. J.-C. : L'État Sérères du Sanghāna[68] intégrée à l'Empire du Ghana à cette époque. Les gens Sérères sont très diverses et les royaumes sérères les plus populaires tels que le Royaume du Sine et du Saloum dont les noms ont été changés dans le XIVe siècle et le XVe siècle respectivement, ne sont pas les seuls États Sérères. Les Sérères et les Diolas sont les plus anciens habitants de la Région de Sénégambie[69],[70]

« ...les Sérères traversé de vastes étendues de territoire au cours de la période précoloniale et j'ai vu toute la région [la région de Sénégambie] comme leur maison, leur histoire de la migration dans la région montre clairement ».
Beaucoup du village sérère et des noms de ville, ils ont fondé survit encore aujourd'hui. Sanghāna continuera à faire l'objet d'djihads nombreux lancées contre elle par les Almoravides et les autres groupes ethniques africains qu'ils ont islamisés.
- Au début du IXe siècle : L'état Sérères de l'Adrar (Mauritanie actuelle)[27],[55] avait immigrés berbères plus venant du Nord[71].
- 850 apr. J.-C. : La dynastie Jaogo (ou Dia Ogo) composer des Sérères de Tekrour et les Peuls succéder au trône de Tekrour[72].

### XIesiècle
- Au début du XIe siècle sans doute beaucoup plus tôt : Lamane Djigan Diouf fondée Tukar (partie de l'actuelle Sénégal).

#### Persécutions des sérères
Cette époque marque l'histoire bien documentée de la persécution du peuple sérère. La persécution des gens sérères du Sénégal, la Gambie et la Mauritanie est multiforme, et comprennent à la fois des éléments religieux et ethniques. La persécution religieuse et ethnique du peuple sérère remonte au XIe siècle lorsque le roi War Jabi a usurpé le trône de Tekrour (partie de l'actuelle Sénégal) en 1030, et par 1035, introduit la charia et forcé ses sujets à soumettre à l'islam. Avec l'aide de son fils (Leb), leurs alliés almoravides et d'autres groupes ethniques africains qui ont embrassé l'Islam, l'armée de la coalition musulmane lancé djihads contre le peuple sérère de Tekrour qui refusaient d'abandonner la religion sérère en faveur de l'islam,,,. Le nombre de décès sérères sont inconnues, mais il a déclenché l'exode des Sérères de Tekrour vers le sud à la suite de leur défaite, où ils ont obtenu l'asile par la classe lamanique sérère. La persécution des gens sérères a continué de l'époque médiévale au XIXe siècle, aboutissant à la bataille de Fandane-Thiouthioune. Du XXe siècle au XXIe siècle, la persécution des Sérères est moins évident, néanmoins, ils sont l'objet de mépris et de préjugés,
« Aujourd'hui, les Sérères conserver une grande partie de leur ancienne culture, les coutumes et les traditions. En fait, il n'est pas rare d'entendre comment la culture Sérère a survécu à travers les siècles, en dépit de toutes les forces qui ont tenté de le détruire ».
- 1030 : War Jabi a usurpé le trône de Tekrour la suite d'une révolution et se fit roi de Tekrour.
- 1035 : Autour de ce temps, War Jabi le révolutionnaire converti à l'islam et introduit la conversion forcée de ses sujets ainsi que la charia avec les conseils de ses alliés almoravides, Abdullah Ibn Yassin en particulier. Une grande partie de sa persécution religieuse a été dirigée contre la population sérère qui refusaient de se soumettre à l'islam ainsi que la classe lamanique sérère de Tekrour, les gardiens de la religion sérère et les détenteurs de pouvoir économique et politique. De ce point à 1042, les Sérères de Tekrour est devenu l'objet de persécutions et de djihad par les convertis à l'islam d'Afrique tels que les Peuls et Toucouleurs avec leurs alliés almoravides[80]. Bien que les Sérères ont défait l'armée de coalition musulmane obligeant à chercher refuge en Mauritanie, leurs victoires ne dura pas longtemps, et ont été complètement défaits par l'armée de la coalition musulmane puissante. Cette époque marque l'exode des Sérères de Tekrour. Ceux qui ont survécu à la guerre migré vers le sud à ce qui est devenu connu sous le nom royaumes sérères du Sine, Saloum et le Baol, plutôt que de se convertir à l'islam. Dans le sud, ils ont obtenu l'asile par leurs parents sérères lointaines, approuvé par le Grand Conseil des Lamanes, le plus haut tribunal du pays sérère. Trimingham note que, « Tekrour a été le premier dans la région à adopter l'Islam, mais complètement perdu son identité sérère[81] ». War Jabi est décédé en 1040 et a été remplacé  par son fils Leb (variant : Labi), également un allié majeur des Almoravides[82]. Selon certains, Leb se battait pour les Almoravides en 1056[83] probablement à la suite de l'asservissement des Tekrour par les Almoravides en 1042 et une loi bien appliquée la charia[84]. Sur le plan économique, le Royaume de Tekrour bénéficier avec l'introduction de l'Islam. Il a également créé des liens politiques avec le Nord. Beaucoup de Peuls/Toucouleurs étaient une partie de l'armée almoravide qui a conquis des parties de l'Europe.
- Novembre 1087 : le roi Ama Gôdô Maat défait le chef almoravide - Abu Bakr Ibn Omar quand il a essayé de lancer un jihad dans le pays sérère[85],[86]. Abu Bakr est mort d'une flèche empoisonnée au cours de cette mission[85],[86].

### XIIIesiècle
- c. 1235 : Mansa Jolofing (le roi sérère du Djolof) ont saccagé la caravane de l'or envoyé par Soundiata Keita pour l'achat de chevaux dans Djolof. Après cela, Mansa Soundiata envoyé son général et son cousin Tiramakhan Traore à Djolof d'assassiner le Mansa Jolofing.
- c. 1285/7 : Lamane Diao sur le trône du Djolof[87]. Pendant son règne, Mansa Sakoura (le Mansa de l'Imperial Mali) a lancé une expédition au Sénégal (c. 1285), conquis Djolof et réduit Lamane Diao à un provincial simple chef.
- c. 1290 : Maad Ndaah Ndiémé Diouf, ancêtre de la dynastie Diouf du Sine et du Saloum sur le trône de Laah au Baol[88].

### XIVesiècle
- 1335 : La dynastie Guelwar du Kaabu ont été défaits par la dynastie Ñaanco (en) du Kaabu à la bataille de Troubang. Les deux descendants de Tiramakhan Traore qui avait conquis le Kaabu au XIIIe siècle et s'est fait Mansa-Kaabu après avoir vaincu le dernier grand roi Baïnouk (roi Kikikor)[89],[90]. La famille Guelwar accorder l'asile par la noblesse Sérères - le Grand Conseil des Lamanes (le plus haut tribunal du pays sérère[89],[91])[89].
- 1350 - 1400 : Le Royaume du Sine renommé. La période Guelwar commence à partir de 1350. Maissa Waly Dione élu premier roi Guelwar à jamais régné dans l'un des pays sérère (Royaume du Sine). Nommés et élus par les Sérères du Sine et le Grand Conseil des Lamanes il a été conseiller juridique pendant 15 ans et a donné à ses sœurs et nièces au mariage. Maysa Wali régna de 1350 à 1370. Les mariages entre les descendants de l'ancienne classe lamanique sérère et les femmes Guelwar créé les dynasties sérères paternels et la dynastie Guelwar maternelle qui a duré plus de 600 ans. Certains membres de la noblesse Sérères se sont opposés à la nomination et l'élection de Maysa Wali, en particulier Lamane Pangha Yaya Sarr (de nombreuses variantes : Penga Yaye Sarr, etc.), parce que Maysa Wali n'a pas eu un père sérère, ni une mère sérère, en dépit de son assimilation à la culture sérère, son long service au Grand Conseil et en provenance de la royauté lui-même. Aucun des descendants de Maad a Sinig Maysa Wali a statué dans l'un des royaumes sérères après lui. Les enfants et les descendants des hommes sérères et des femmes Guélowar, est devenu Sérères, avec la fidélité à la religion sérère, les peuples sérères, les pays sérères, la culture et la langue sérère, et tous les liens avec le Kaabu ont été coupés. Dans cette période, les dynasties anciennes sérères paternels ont survécu, mais l'vieux Wagadou dynastie maternelle s'est effondrée dans le Sine, et plus tard dans le Royaume du Saloum. Il a survécu dans le Royaume du Baol et autres lieux, pendant un certain temps, mais plus tard, s'est effondré. La période Guelwar est le dernier des Sérère périodisation dynastique[92].
- 1360 : Bourba Djolof Ndiadiane Ndiaye a fondé l'Empire du Djolof, un empire fondé par une confédération volontaire des États[93],[94],[95]. Maad a Sinig Maysa Wali a joué un rôle dans la fondation de cet empire. Il a nommé Ndiadiane Ndiaye pour diriger l'Empire du Djolof, et a appelé les autres États à se joindre cette condederacy sous Ndiadiane dont ils ne selon les épopées de Ndiadiane  et Maysa Wali. Le Maad a Sinig a donc pris le Royaume du Sine à cette confédération. Bien que l'établissement de cet empire était volontaire, son désétablissement l'était pas[94]. Cette ère marque la détérioration de l'Empire du Mali comme il a commencé à perdre certains de ses anciens états vassaux. Bien qu'il n'ait pas s'effondrer complètement, Imperial Mali n'était pas aussi puissant qu'il l'était autrefois[96].

### XVesiècle
- 1446 : La portugais marchand d'esclaves - Nuno Tristão et son parti a tenté une expédition de pillage esclave dans le territoire de Sérères. Ils ont tous succombé aux flèches empoisonnées sérère l'exception de cinq jeunes portugais (ou moins). L'un d'eux a été laissé à la charte de leur caravelle retour au Portugal. Nuno était parmi les personnes tuées[97],[98].
- 1455 : Le marchand d'esclaves de Venise et chroniqueur Alvise Cadamosto avoir acheté des esclaves  au Cayor, a décidé d'arrêter son navire à la vie en communauté sérère à la frontière du wolof du Cayor. Alvise écrit la façon dont ces communautés Sérères regardé menaçant et peu accueillant. Il a ensuite poursuivi en disant que, après avoir vu leur navire qui s'approche, cette communauté sérère montaient la garde à la plage. Le capitaine du navire a donné l'ordre afin que personne ne se détache du navire et le navire a été stationné plus loin de la plage. Alvise Cadamosto envoyé son interprète  pour aller négocier les termes d'esclaves avec cette communauté sérère, tandis qu'il (Alvise) et son parti portugais est resté dans le navire. L'interprète  a été tué sur place par ces sérères pour amener les marchands d'esclaves sur leur territoire. Aucune partie Alvise est venu hors du navire, au lieu, le navire a quitté et s'est dirigé vers la Gambie. Alvise aussi corrompu le nom du Royaume du Sine en l'appelant le Royaume du Barbaçim, et les gens Sérères du Sine que Barbacins parmi d'autres noms dont beaucoup d'Européens de cette époque visées au peuple sérère comme dans leurs vieilles cartes (voir : Royaume du sine)[99],[100].
- 1493 : Maad Saloum Mbegan Ndour, le roi du Saloum, monta sur le trône[101].
  - Changement de nom de Saloum. Auparavant connu sous le nom Mbey en sérère.

### XVIesiècle
- 1549 : La bataille de Danki (en), Damel-Teigne Amary Ngoné Sobel Fall assisté par son cousin germain - Prince Manguinak Diouf (ou Manguinak Joof, un membre de l'ancienne dynastie Diouf du Baol), les deux neveux de Teigne Njuko Ndiaye (le dernier membre de la dynastie des Sérères paternelle à règne dans le Baol), défait le roi du Djolof Lele Fuuli Faak Ndiaye et dissoute l'Empire du Djolof. Lele Fuuli a été tué à Danki. Amari Ngoné unie vieille Baol et du Cayor temporairement[102], Manguinak Diouf a été honoré avec le titre Ber Jak du Cayor (équivalent du Premier ministre). Avec la dissolution de l'Empire du Djolof, les États membres de la confédération comme le Royaume du Sine, Royaume du Saloum, Waalo, le Baol, etc., retourné aux États indépendants[103],[104]. La famille Fall ne sont pas Sérères[105]. La famille N'diaye (ou Njie)[106]  et la famille Diouf sont Sérères.
- 1567 : Maad Saloum Malawtan Diouf, la plus longue roi régnant du Saloum (45 ans sur le trône) monta sur le trône[101].

## Début de la période moderne «Early modern period»
Cette période est une question controversée. En français, il est appelé Époque moderne en Grande-Bretagne et d'autres pays anglophones, il est appelé « Early modern period ». Cependant, tout dépend de l'histoire du peuple ou la nation en question.

### XVIIesiècle
- 1678 : Les Sérères du Sine et du Baol ont refusé d'accueillir les marchands Français qui se sont installés sur la Petite-Côte, et donc déposé une plainte auprès de leurs rois respectifs (le Maad a Sinig (roi du Sine) et la Teigne (roi de Baol). Cette année, le roi du Sine et du Baol avec leurs armées limogé[Quoi ?] du poste français. L'année suivante, Admiral du Casse a lancé une attaque de vengeance et les ont vaincus[107].

### XVIIIesiècle
- c. 1717 : Fondation de la Maison royale de Semou Ndiké Diouf par Maad Semou Ndiké Diouf. La troisième et dernière maison royale fondée par la famille Diouf.
- c. 1724 - 1735 : Maad a Sinig Boukar Tjilas Sanghaie Diouf fils de Maad Semou Ndiké Diouf, régnait dans le Royaume du Sine[108].

## Histoire moderne

### XIXesiècle

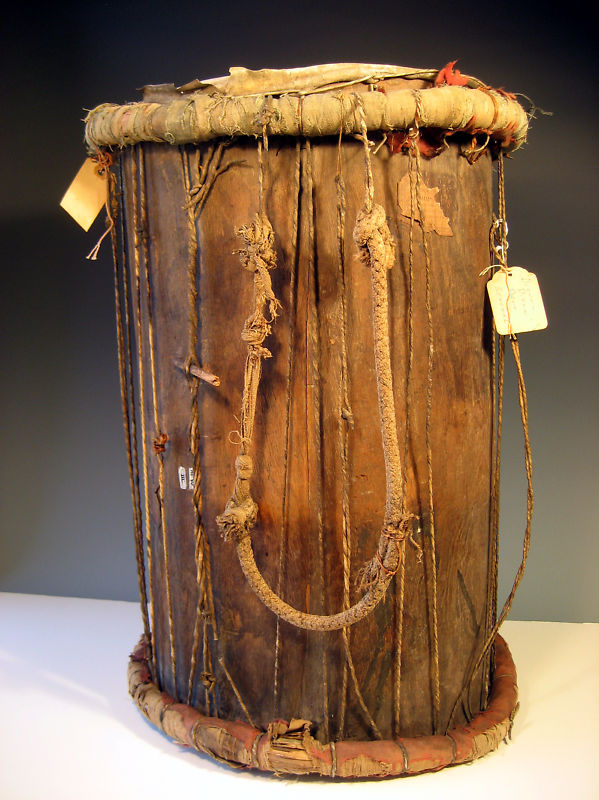
XIXe siècle tambour de guerre appelé junjung en langue sérère. Battu où les rois et les guerriers sérères est allé à la guerre. Du Royaume du Sine.

- 1816 : Le britannique nommé le Gambien ville de Bathurst (Banjul maintenant). Nommé d'après Lord Bathurst de la Grande-Bretagne.
- 1848 : El Hadj Umar Tall (le djihadiste du XIXe siècle) en s'adressant à ses disciples, leur dit :

« Les nobles qualités se trouvent dans les pays sérère, bien qu'ils ne manquent de l'islam [...] ».
- 1851 : Mort du chef de guerre Sérère - Sandigue Ndiob Niokhobai Diouf (père du roi Ama Diouf Gnilane Faye Diouf, du Sine).
- 1853 : Maad a Sinig Ama Diouf Gnilane Faye Diouf, le roi le plus controversé du Sine est décédé.
  - Maad a Sinig Coumba Ndoffène Famak Diouf succédé Maad Ama Diouf en tant que roi du Sine.
    - 1853 - 1871 : L'hymne national du Sine, sa devise et drapeau officié pendant le règne de Maad a Sinig Coumba Ndoffène Famak Diouf[109].

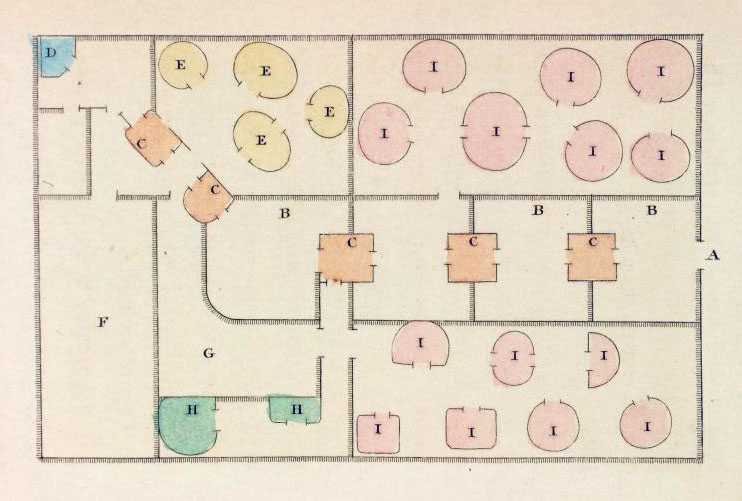
Plan de la résidence du Maad a Sinig à Joal.

- 1857 : Maad a Sinig Coumba Ndoffène Famak Diouf (le roi du Sine) accordée Teigne Chai Yassin Faal (ou Thiés Yacine Fall, roi de Baol) d'asile après qu'il a été vaincu et exilé par les Français à la bataille de Pouri[109].
- 18 mai 1859 : La bataille de Logandème, Louis Faidherbe, gouvernement français du Sénégal a battu le peuple sérère du Sine et Maad a Sinig Coumba Ndoffène Famak Diouf à Logandème.
- 1859-1865 : Faidherbe fait Cayor et Baol (l'État Sérères ancien) protectorats.
  - La bataille de Nandjigui (1859) : Le roi du Saloum - Maad Saloum Coumba Ndama Mbodj tués par les forces marabout musulman dans une expédition djihad dans le Saloum. Le djihad a été dirigé par Maba Diakhou Bâ[110].
- 1861 :  Le grand Diogomay Tine de Gorom[111] était mécontent quand Damel Madiodio Déguène Codou Fall (le roi fantoche soutenu française du Cayor[112]) a concédé sa province au gouverneur français Louis Faidherbe. Damel- Teigne Lat Dior Ngoné Latir Diop qui avait forment maintenant de bonnes relations avec les Français a été invité par les Français à occuper la région y compris la province Diogomay Tine. Madiodio a été déclarée trop incompétent par les Français[112]. Diogomay Tine refusé de se soumettre ni à Lat Dior ni le français, et a refusé d'autoriser la population Sérère de sa province à prendre part au recensement de 1863. En avril 1863, le gouverneur Émile Pinet-Laprade de la France a autorisé les forces françaises d'entrer dans sa province. Il a été tué par le coup de fusil[107].
  - Membres mécontents du mouvement musulman djihadiste (les marabouts), tels que Sambou Oumanné Touré, assisté par Cheikhou Diop et Mandiaye Khoredia conduit un djihad dans Sabakh et Sandial et tué le dernier Farank Sabakh et Farank Sandial[113]. Sambou Oumanné annexé les deux États et il a appelé Sabakh-Sandial. Après la victoire des musulmans dans ces deux États, ils ont lancé le djihad en Ngaye (c.1861) et en Kaymor (c.1863) et tué le Buumi-Ngaye Biriama Diogop qui refusaient d'accepter l'islam. Waly Nyang, le griot et conseiller de la Buumi, a battu son tam-tam et a appelé au martyre en conformité avec le principe de Jom Sérères plutôt que d'accepter l'Islam. « Jom » dans la langue sérère signifie « honneur ». La religion sérère permet de suicide que si elle satisfait le principe de Jom  (voir : ndut (rite) et religion sérère)[114],[115],[116]. Maba Diakhou Bâ, chef des marabouts musulmans n'a pas été impliqué dans l'attaque de Kaymor. L'attaque de Kaymor a été fait par les trois mécontents sans son autorisation[114], mais il a participé à l'attaque de Ngaye[116].
- 1862 : La bataille de Tchicat, Maba Diakhou Bâ a lancé un djihad dans le Royaume du Saloum, contre Maad Saloum Samba Laobé Latsouka Sira Diogop Fall[110],[117] Cette même année, il a lancé un djihad contre le Royaume de Baol.
  - 6 octobre 1862 : Lors de la bataille de Gouye Ndiouli, le roi du Saloum - Maad Saloum Samba Laobé Latsouka Sira Diogop Fall (fils de la princesse Latsouka Sira Diogop Mbodj du Saloum) a dû se battre son propre père, Ma Kodu Diouf Fall[118], le roi du Cayor, qui a déjà rejeté le trône du Saloum en faveur du Cayor jusqu'à ce qu'il soit vaincu et chassé du Cayor par les Français. Quand il a essayé de récupérer le trône du Saloum après sa défaite, le Grand Diaraf[119] et son Noble Conseil a refusé de la couronne Ma Kodu en tant que roi du Saloum. Le jeune roi du Saloum (Samba Laobé) a battu son père, son oncle paternel, leurs armées, et les chassa du Saloum[110].
- Juillet 1863 : Les Sérères ont massacré les soldats français à la garnison de Pout. Le sergent français a échappé de justesse de sa vie. Pinet-Laprade (le gouverneur français dans Sénégal) dans quelques jours, exercé des représailles pour les massacres et construit le premier fort à Thiès[107].
- c. 12 janvier 1864 : Maad a Sinig Coumba Ndoffène Famak Diouf (roi du Sine) accordé l'asile à Damel Lat Dior Ngoné Latir Diop (roi de Cayor), après avoir été vaincu et exilé par le gouverneur français du Sénégal (Émile Pinet-Laprade). Selon la tradition orale sérère, Lat Dior a été bien accueillie dans le Sine tout comme El Hadj Umar Tall a été bien accueilli lors de sa visite Sine. Toutefois, Lat Dior disent-ils trahi le royaume du Sine, quand il prit le parti de Maba Diakhou Ba à « la Surprise de Mbin o Ngor » et à la bataille de Fandane-Thiouthioune[120],[121].
- 1867 : La surprise de Mbin o Ngor - les musulmans ont surpris les gens sérères de Mbin o Ngor, un petit village dans le Royaume du Sine.
- 18 juillet 1867 : La bataille de Fandane-Thiouthioune (également connu sous le nom de la bataille de Somb), Maad a Sinig Coumba Ndoffène Famak Diouf (roi du Sine) a défait les marabouts musulmans et Maba Diakhou Bâ, le djihadiste de renom a été tué et démembré.
- 1881-1914 (Première Guerre mondiale): La partage de l'Afrique La ruée vers l'Afrique. En raison de l'impérialisme européen, l'Afrique a été divisée. Les pays sérères ont été affectées par cette division, et les anciennes frontières ouvertes cessé d'exister.
- Juillet 1890 : La pierre sacrée de Mpal (également connu sous le nom « la pierre de Mame Kantar ») construit et adoré par la population locale Sérères ainsi que les Lébous pour de nombreuses générations, détruite par Limamou et de ses disciples musulmans[122].

### XXesiècle
|                                                     |  |                                                                                  |
| Léopold Sédar Senghor, premier président du Sénégal |  | et Abdou Diouf, le deuxième président du Sénégal. Les deux du patrimoine sérère. |

- c. 1905/1906: Les Français ont aidé les Wolofs contre les Sérères à la bataille de Diobas. Les Wolofs ont été victorieux[123].
- 1909: À Rufisque, Galandou Diouf est devenu le premier Africain à être élu officiel au cours de la période coloniale.
- 28 janvier 1924 : Le dernier roi du Sine - Maad a Sinig Mahecor Diouf succédé sur le trône[124],[125].
- 1929 : Apparition de la négritude. Au Sénégal, dirigé par Léopold Sédar Senghor.
- c. 1930 : Alioune Sarr, l'historien et auteur a développé son célèbre ouvrage "Histoire du Sine-Saloum". Un travail qui est devenu l'un des points de repère de l'histoire médiévale Sérères.
- 1934: Mort de Blaise Diagne et l'élection de Galandou Diouf à l'Assemblée nationale française.
  - Le dernier roi du Saloum - Maad Saloum Fodé N'Gouye Diouf succédé sur le trône[124].
- 1938 : La première grève des travailleurs de chemin de fer à Thiès.
  - Création de l'Institut fondamental d'Afrique noire (IFAN) à Dakar. Bien que fondée en vertu du principe de civiliser, il a fourni l'intelligentsia sérère comme Léopold Sédar Senghor, etc., ainsi que d'autres groupes sénégalais avec la plate-forme pour mettre en valeur leur travail.
- 1939 - 1945 : La Seconde Guerre mondiale, les Français recrutés de nombreux Sénégalais et les Britanniques conscrits de nombreux Gambiennes. De nombreux Sérères et les Africains se sont battus et sont morts dans cette guerre pour vaincre les nazis.
- 1940 : Alors que les combats pour la France dans la Seconde Guerre mondiale, le futur président du Sénégal léopold Sédar Senghor a été capturé par les nazis et emprisonné pendant deux ans, quand ils ont envahi la France.
- 1946 : Alliance entre Lamine Guèye et Léopold Sédar Senghor.
- Octobre 1947 - Mars 1948 : Grève des travailleurs de chemin de fer à Thiès.
  - Extension de l'Afrique-Occidentale française.
- 1948 : La séparation politique entre Léopold Sédar Senghor et Lamine Guèye, et la fondation du Bloc démocratique sénégalais (BDS)
- 1958 : Dissolution de l'Afrique-Occidentale française (AOF)
- 1959 : Alhaji Alieu Ebrima Cham Joof l'historien gambienne, auteur, nationaliste et homme politique, a organisé et dirigé la manifestation « Bread-and-Butter » en Gambie contre le colonialisme britannique.
- 4 avril 1960 : Indépendance du Sénégal à partir de la France coloniale[126].
  - 6 septembre 1960 : Léopold Sédar Senghor devient le premier président du Sénégal.
- 1er mai 1963 : Alhaji Alieu Ebrima Cham Joof, Gambie conduisant nationaliste et panafricaniste à l'époque coloniale, a prononcé un discours à la première conférence jamais de l'Organisation de l'unité africaine tenue à Addis-Abeba. En abordant les États membres, Cham Joof leur ai dit de s'efforcer de leur mieux pour éradiquer les champs du colonialisme  et néo-colonialisme de l'Afrique et, finalement, du monde[127].
- 18 février 1965 : La Gambie a obtenu son indépendance de la Grande-Bretagne coloniale.
- 31 décembre 1980 : Léopold Sédar Senghor a quitté ses fonctions en tant que président du Sénégal.
- 1er janvier 1981 : Abdou Diouf succédé Léopold Sédar Senghor comme le deuxième président du Sénégal.
- 1986 : Le programme anti-SIDA d'Abdou Diouf au Sénégal, a entraîné dans le pays ayant l'un des plus bas des infections VIH-SIDA en Afrique[128].
- 1989 : Ibrahima Moctar Sarr, le journaliste mauritanien, homme politique et cofondateur de Forces de libération africaines de Mauritanie, libéré de prison après son emprisonnement pour avoir défendu les droits civils des Noirs de la Mauritanie[129],[130],[131].
- 16 décembre 1911 : Pap Saine, l'éditeur et rédacteur en chef de la Gambie, a cofondé du journal The Point avec Deyda Hydara et Babucarr Gaye[132],[133].

### XXIesiècle
- 1er avril 2000 : Le président Abdou Diouf, comme son prédécesseur Léopold Sédar Senghor, démocratiquement remis le pouvoir après qu'il a été défait dans les élections générales 2000 du Sénégal.
- 6 mai 2001 : Décès du juge Laity Kama, le premier président du Tribunal pénal international pour le Rwanda (TPIR). Il a également été une des plus longues juges siégeant de ce Tribunal.
- 20 décembre 2001 : Mort de Léopold Sédar Senghor.
- 18 novembre 2005 : Le Tumulus de Cekeen (à Département de Diourbel, Baol) donné un statut de patrimoine mondial par l'UNESCO (voir : Histoire ancienne des Sérères).
- 21 juillet 2006 : Les Cercles mégalithiques de Sénégambie donné un statut de patrimoine mondial par l'UNESCO[134],[135].
- 2 février 2009 : Pap Saine arrêté par la police gambienne pour suspicion de « publication et diffusion de fausses informations », suivie par une série de nouvelles arrestations et les fausses accusations[136],[137].
- 2010 : Pap Saine, l'éditeur gambienne du The Point remporté le « World Press Freedom Hero » par l'International Press Institute pour son travail sur la liberté de la presse[132],[133].
- 15 juillet 2010 : Mort de Yandé Codou Sène - une chanteuse sénégalaise.
- 2 avril 2011 : Mort de Alhaji Alieu Ebrima Cham Joof.

### Pour en savoir plus
- (en) Sonko-Godwin, Patience, Ethnic groups of the Senegambia Region, Sunrise Publishers Ltd (2003), (OCLC 70878288)
- (en) Sonko-Godwin, Patience, Leaders of the Senegambia Region, Reaction to European infiltration 19th-20th Century, Sunrise Publishers Ltd (1995),  (ISBN 9983860023) (OCLC 38056684)
- (en) Joof, Alh. A.E. Cham, Senegambia, The land of our heritage
- (fr) Faye, Louis Diène, Mort et Naissance le monde sereer, Les Nouvelles Édition Africaines (1983),  (ISBN 2-7236-0868-9)
- (fr) Crousse, Bernard, Le Bris, Émile & Le Roy, Étienne, Espaces disputés en Afrique noire : pratiques foncières locales, Karthala,  (ISBN 2-86537-146-8)
- (fr) Gastellu, Jean-Marc, L'égalitarisme économique des Serer du Sénégal, ORSTOM, Paris, 1981,  (ISBN 2-7099-0591-4) (Thèse de Sciences économiques soutenue à l'Université Paris 10 en 1978)
- (fr) Cyr Descamps, Guy Thilmans et Y. ThommeretLes tumulus coquilliers des îles du Saloum (Sénégal), Bulletin ASEQUA, Dakar, Université Cheikh Anta Diop, Dakar, 1979, no 54
- (fr) Kalis, Simone, Médecine traditionnelle, religion et divination chez les Seereer Siin du Sénégal, (La connaissance de la nuit), L'Harmattan (1997),  (ISBN 2-7384-5196-9)
- (en) Ngom, Pierre, Gaye, Aliou, & Sarr, Ibrahima, Ethnic Diversity and Assimilation in Senegal: Evidence from the 1998 Census, University of Pennsylvania - African Census Analysis Project (ACAP), (February 2000)